# Жаганський повіт
Жаганський повіт (пол. powiat żagański) — один з 12 земських повітів Любуського воєводства Польщі.
Утворений 1 січня 1999 року в результаті адміністративної реформи.

## Загальні дані
Повіт знаходиться у південній частині воєводства.
Адміністративний центр — місто Жагань.
Станом на 1.01.2008 населення становить 81 946 осіб, площа 1131,78 км².
На терени повіту були депортовані 958 українців з українських етнічних територій у 1947 році (т. з. акція «Вісла»).

## Демографія
Демографічні дані повіту станом на 30.06.2005:
|       | Всього | Всього | Жінки  | Жінки | Чоловіки | Чоловіки |
| ----- | ------ | ------ | ------ | ----- | -------- | -------- |
|       | осіб   | %      | осіб   | %     | осіб     | %        |
| Повіт | 82 525 | 100    | 42 557 | 51,6  | 39 968   | 48,4     |
| Міста | 50 407 | 100    | 26 286 | 52,1  | 24 121   | 47,9     |
| Села  | 32 118 | 100    | 16 271 | 50,7  | 15 848   | 49,3     |